# Ryjewo
Ryjewo (deutsch Rehhof) ist ein Dorf im Powiat Kwidzyński (Marienwerderer Kreis) in der polnischen Woiwodschaft Pommern. Es ist Sitz der gleichnamigen Landgemeinde.

## Geographische Lage
Das Dorf liegt im ehemaligen Westpreußen, etwa 13 Kilometer nördlich von Kwidzyn (Marienwerder) und 62 Kilometer südlich von Danzig.

## Geschichte

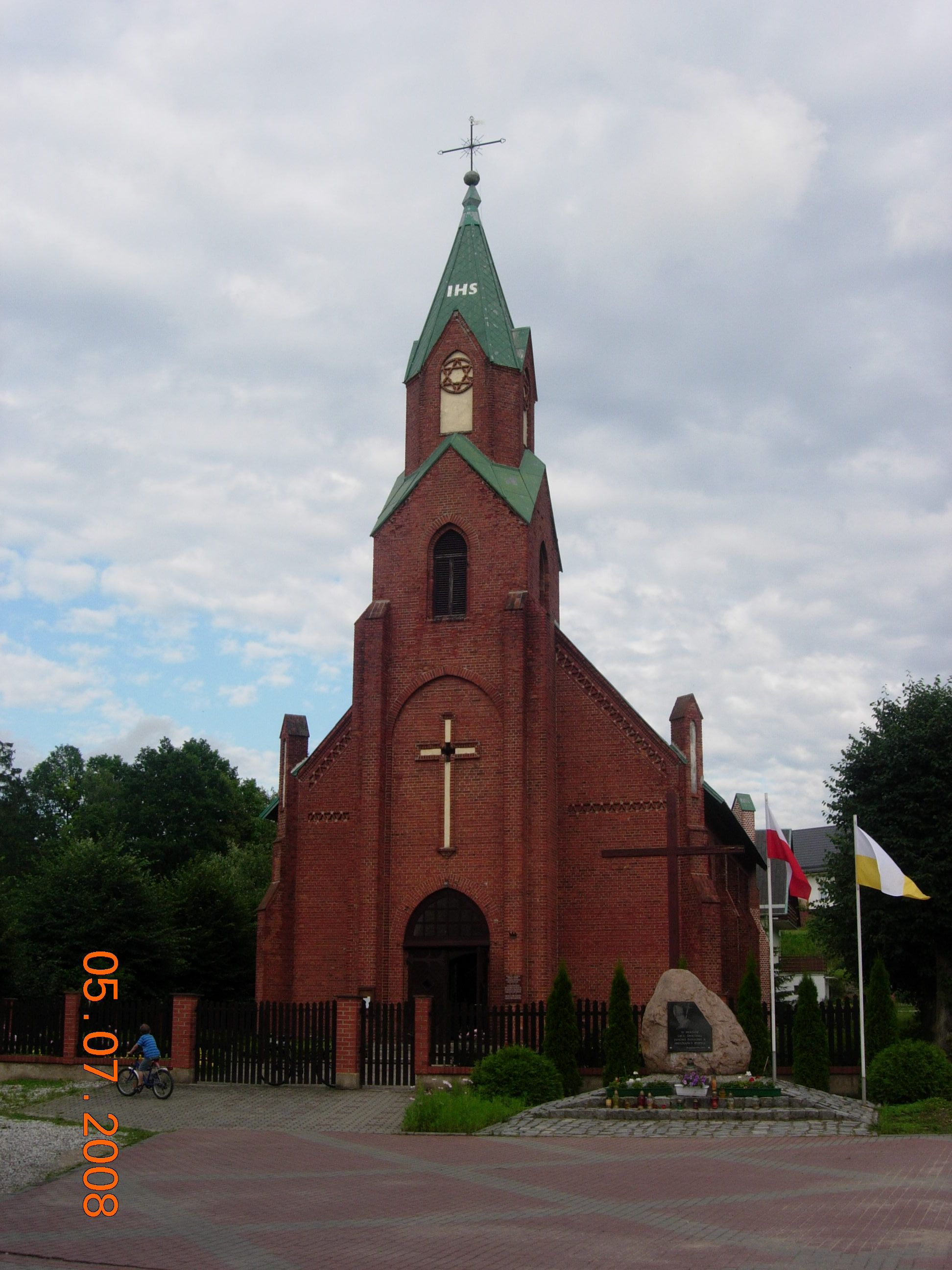
Dorfkirche

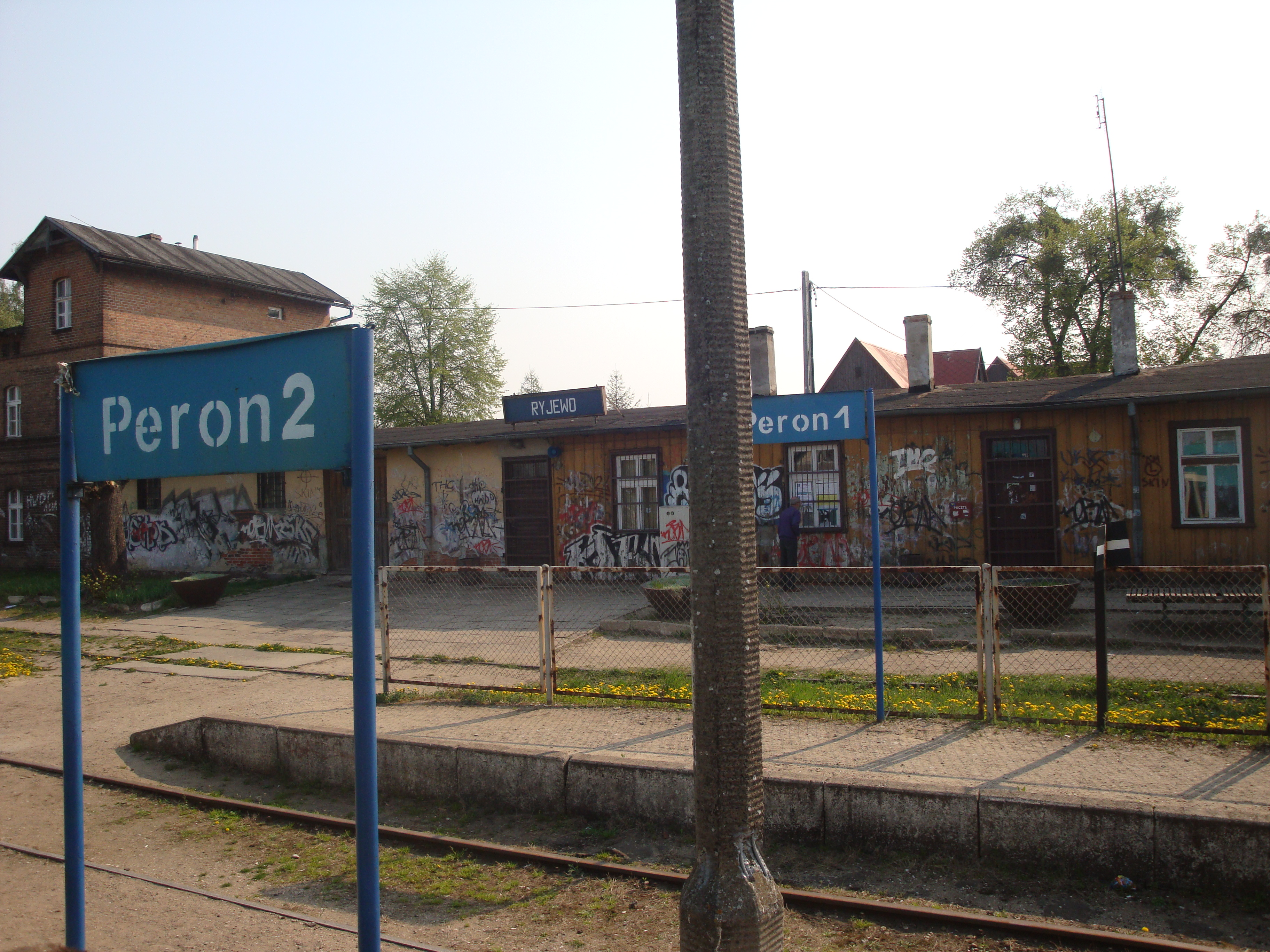
Bahnstation

Die Ortschaft Rehhof, die im 14. Jahrhundert zum Deutschordensstaat gehörte, kam nach dem Zweiten Frieden von Thorn 1466 zum autonomen Preußen Königlichen Anteils (Westpreußen), das sich freiwillig der Oberhoheit der polnischen Krone unterstellt hatte und die naheliegende Stadt Marienwerder war Teil des Herzöglichen Preußen. Seit der ersten polnischen Teilung 1772 gehörte das Dorf zum Königreich Preußen.
Um 1785 bestand die im Großen Marienburger Werder im sogenannten Rehhofschen Winkel liegende Ortschaft Reehoff aus einem Vorwerk mit fünf Feuerstellen (Haushaltungen) und einem Dorf mit 34 Feuerstellen.
Aufgrund der Bestimmungen des Versailler Vertrags stimmte die Bevölkerung im Abstimmungsgebiet Marienwerder, zu dem Rehhof gehörte, am 11. Juli 1920 über die weitere staatliche Zugehörigkeit zu Ostpreußen (und damit zu Deutschland) oder den Anschluss an Polen ab. In Rehhof stimmten 1185 Einwohner für den Verbleib bei Ostpreußen, auf Polen entfielen 64 Stimmen.
Rehhof gehörte im Jahr 1945 zum Landkreis Stuhm im Regierungsbezirk Marienwerder im Reichsgau Danzig-Westpreußen des Deutschen Reichs.
Gegen Ende des Zweiten Weltkriegs besetzte im Frühjahr 1945 die Rote Armee die Region. Bald nach Beendigung der Kampfhandlungen wurde Rehhof seitens der sowjetischen Besatzungsmacht zusammen mit der südlichen Hälfte Ostpreußens der Volksrepublik Polen zur Verwaltung überlassen. Die polnische Ortsbezeichnung Ryjewo wurde eingeführt. Es wanderten polnische Zivilisten zu, die zum Teil aus den von der Sowjetunion besetzten Gebieten östlich der Curzon-Linie kamen. Soweit die Dorfbewohner nicht geflohen waren, wurden sie in der darauf folgenden Zeit aus Rehhof vertrieben.

### Demographie
| Jahr | Einwohner | Anmerkungen |
| ---- | --------- | --- |
| 1816 | 0275      | davon 147 im Dorf und 128 auf dem Vorwerk |
| 1852 | 0627      | davon 298 im Dorf und 329 auf dem Vorwerk |
| 1864 | 0674      | am 3. Dezember, davon 298 im Dorf (148 Evangelische und 134 Katholiken) und 376 auf dem Vorwerk (189 Evangelische und 187 Katholiken) |
| 1871 | 0680      | [ 8 ] |
| 1905 | 0693      | [ 9 ] |
| 1910 | 2360      | Dorf und Forstgutsbezirk (Oberförsterei), am 1. Dezember, davon 1701 im Dorf (darunter 801 Evangelische, 821 Katholiken und zwei Juden; 293 Personen mit polnischer Muttersprache) und 659 im Gutsbezirk (darunter 225 Evangelische und 425 Katholiken; 158 Personen mit polnischer Muttersprache) |
| 1933 | 2443      | [ 11 ] |
| 1939 | 2886      | [ 11 ] |

## Kirche
Die Protestanten der hier bis 1945 anwesenden Dorfbevölkerung gehörten zur evangelischen Pfarrei Rehhof.

## Gemeinde
Zur Landgemeinde (gmina wiejska) Ryjewo gehören 12 Orte mit einem Schulzenamt (solectwo).